# 쥐고기

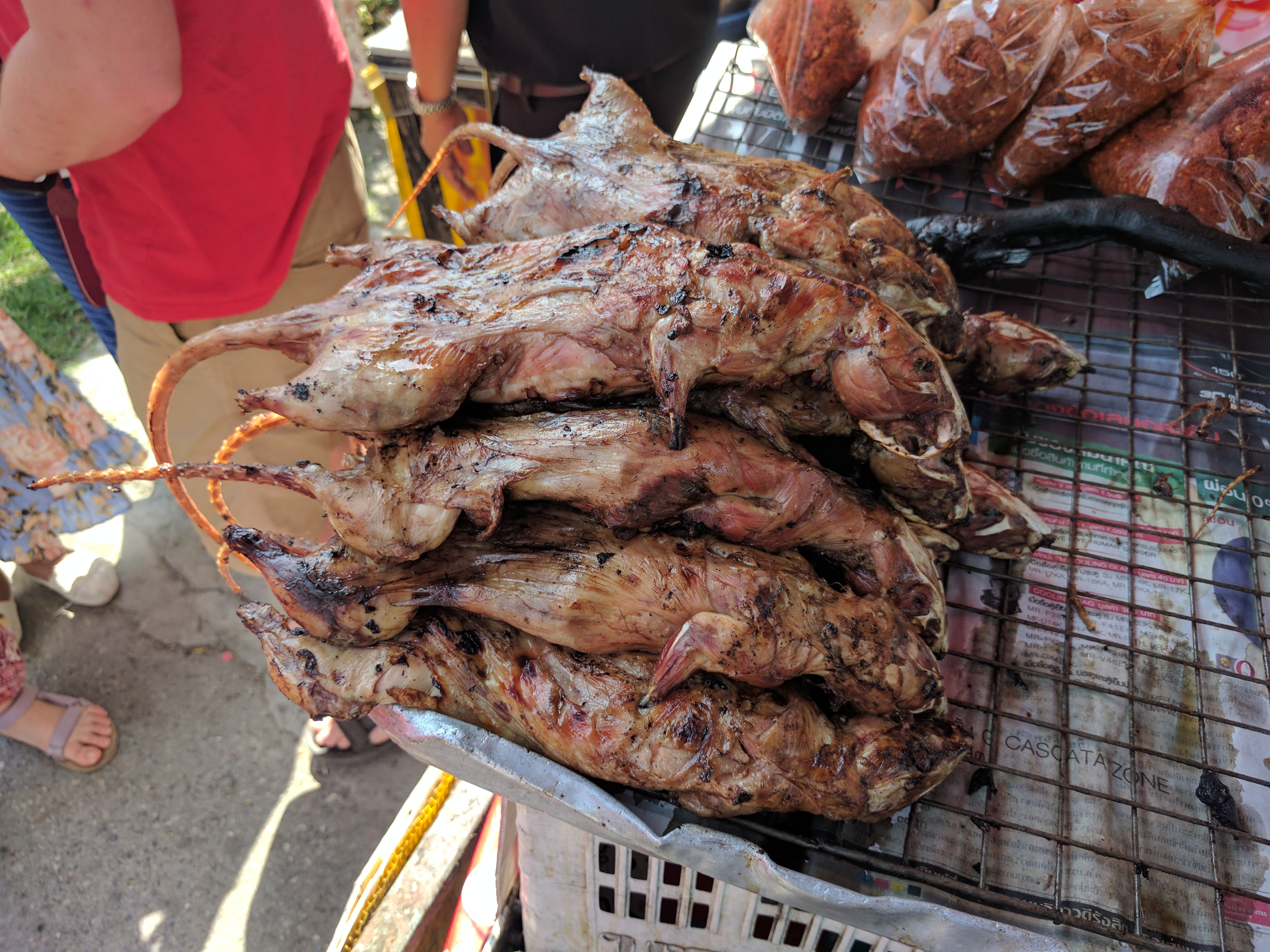
태국에서 판매 중인 쥐고기

쥐고기 또는 래트 고기(rat meat)는 다양한 종의 래트, 즉 중간 크기의 긴 꼬리를 가진 설치류의 고기이다. 일부 문화권에서는 금기시되지만, 다른 문화권에서는 주식 (음식)으로 여겨지는 음식이다. 질병이나 종교적 금기 사항 때문에 쥐를 금기시하는 경우도 있지만, 많은 지역에서 쥐의 개체 수가 많아 지역 식단에 포함되었다.

## 지역별

### 아프리카
동아프리카 말라위 사람들은 옥수수밭에서 들쥐를 사냥하여 식용으로 사용했다. 쥐를 막대기에 꿰어 요리하거나 소금에 절이거나 말려서 시장이나 노점에서 인기 있는 별미로 삼았다. 사탕수수쥐가 서식하는 사하라 이남 아프리카 지역에서는 일부 사람들이 쥐를 먹는 습관이 있다.

### 아메리카
쥐 스튜는 한때 웨스트버지니아에서 먹던 음식으로, 광산 붕괴로 인한 경제적 어려움 속에서 유래되었다. 이 요리는 로드킬 요리의 한 예이며, 말링턴 로드킬 요리 대회에도 등장했다.

### 아시아
일부 문화권에서는 쥐가 특정 사회 또는 경제 계층에게 허용되는 식품으로 제한되어 왔다. 인도의 미슈미 문화권에서는 미슈미 여성들이 생선, 돼지고기, 야생 조류, 쥐 외에는 고기를 먹지 않기 때문에 쥐가 전통 식단에 필수적이다. 반대로, 인도 북부의 무사하르 공동체는 쥐 사육을 이국적인 별미로 상업화했다.
논쥐(Rattus argentiventer) 고기는 베트남, 대만, 캄보디아, 중국 요리에서 먹는다. 꼬치에 꽂은 쥐는 베트남과 캄보디아에서 먹는 구운 쥐 요리이다.
2020년 베트남 남부 3개 성의 야생동물 거래에 대한 연구에 따르면, 검사 대상 식당에서 판매된 들쥐의 55%가 코로나바이러스를 보유하고 있는 것으로 나타났다.